# Triazina
Triazina refere-se a um grupo de compostos orgânicos tendo a fórmula molecular C3H3N3. Cada um contém um anel benzênico no qual três dos fragmentos C-H tenham sido substituídos por nitrogênio isolobal. Existem três isômeros:

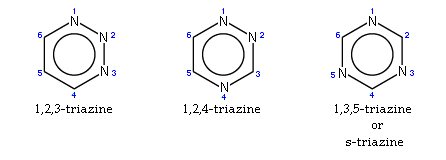

- 1,2,3-triazina
- 1,2,4-triazina
- 1,3,5-triazina